# Distrito de Andrés Avelino Cáceres Dorregaray
El Distrito de Andrés Avelino Cáceres Dorregaray es uno de los dieciséis distritos que conforman la Provincia de Huamanga, ubicada en el Departamento de Ayacucho, Perú. 

## Historia
Este distrito fue creado el 26 de abril de 2013, bajo la Ley N° 30013: Ley de Demarcación y Organización Territorial de la Provincia de Huamanga. Esta nueva jurisdicción se establece en el sector este del Distrito de Ayacucho.

## Autoridades

### Municipales
- 2023-2026[4]
  - Alcalde: Ing. Edwin Gavilán López.
  - Regidores:

  1. Eugenio Alanya Peña
  2. Lourdes Fernández Godoy
  3. Florentino Aguilar Ccente
  4. Miriam Flores Noriega
  5. Julio Tapia Huaytalla
  6. Norma Córdova Lagos
  7. Félix Mancilla Cueto